# Hans Woellke
Hans Otto Woellke (18. února 1911 Bischofsburg (dnešní Biskupiec) — 22. března 1943 Guba Bělorusko) byl německý atlet, olympijský vítěz ve vrhu koulí.
Jeho prvním mezinárodním startem bylo mistrovství Evropy v Turíně v roce 1934, kde v soutěži koulařů obsadil deváté místo. Na olympiádě v Berlíně v roce 1936 zvítězil v koulařském finále výkonem 16,20 m, což byl nový olympijský rekord, za to byl mimořádně povýšen Hitlerem do hodnosti poručíka. Na mistrovství Evropy v Paříži získal bronzovou medaili.
Byl mistrem Německa ve vrhu koulí v letech 1934 až 1938, 1941 a 1942.
Byl příslušníkem Ordnungspolizei, závodil za klub Polizei SV Berlin. Za druhé světové války sloužil na východní frontě u okupační tzv. Ochranné policie (útvar Schutzmannschaft Battalion 118), byl zastřelen při útoku běloruských partyzánů na oddíl Schutzmannschaftu 22. března 1943. Jako odvetu vyhladili okupanti téhož dne nedalekou vesnici Chatyň, kde zaživa upálili 149 lidí. Posmrtně byl povýšen do hodnosti majora (Major der Schutzpolizei).